# Mycenella cyatheae
Mycenella cyatheae är en svampart som först beskrevs av Rolf Singer, och fick sitt nu gällande namn av Rolf Singer 1938. Mycenella cyatheae ingår i släktet Mycenella och familjen Tricholomataceae.   Inga underarter finns listade i Catalogue of Life.